# Ictalurus
Ictalurus es un género de peces actinopeterigios de agua dulce, distribuidos por ríos y lagos de América del Norte y América Central.

## Especies
Existen diez especies reconocidas en este género:
- Ictalurus australis (Meek, 1904)
- Ictalurus balsanus (Jordan y Snyder, 1899)
- Ictalurus dugesii (Bean, 1880)
- Ictalurus furcatus (Valenciennes, 1840)
- Ictalurus lupus (Girard, 1858)
- Ictalurus meridionalis (Günther, 1864)
- Ictalurus mexicanus (Meek, 1904)
- Ictalurus ochoterenai (de Buen, 1946)
- Ictalurus pricei (Rutter, 1896)
- Ictalurus punctatus (Rafinesque, 1818)

Además de cuatro especies fósiles:
- † Ictalurus echinatus Lundberg, 1975
- † Ictalurus lambda Hubbs y Hibbard, 1951
- † Ictalurus rhaeas (Cope, 1891)
- † Ictalurus spodius Smith, 1987